# Dollarid
Dollarid (zu deutsch Dollars) ist der Titel eines estnischen Stummfilms aus dem Jahr 1929.
Regisseur der Komödie war der estnische Schauspieler Mihkel Lepper. Die Kamera führte der estnische Filmpionier Konstantin Märska. Als Hauptdarsteller konnten Lepper und Märska den bekannten Theaterdarsteller Paul Pinna und seine Tochter Signe gewinnen.
Der Film hatte am 23. April 1929 Premiere. Er gilt als verschollen.

## Handlung
Ein armes Mädchen kommt durch ein Erbe zu Reichtum. Dies ermöglicht es ihm, ihren Geliebten zu heiraten.
Vor allem wegen des wenig einfallsreichen Plots fiel der Film in den estnischen Kritiken durch.